# Самарский государственный институт культуры
Самарский государственный институт культуры (СГИК) — высшее учебное заведение в Самаре.

## История
Основано в 1971 как Куйбышевский государственный институт культуры, с 1991 — Самарский государственный институт искусств и культуры. В 1996 году институт был преобразован в Самарскую государственную академию культуры и искусств. В 1996—2014 — Самарская государственная академия культуры и искусств.
Имеет лицензию на образовательную деятельность и является аттестованным и аккредитованным государственным образовательным учреждением высшего профессионального образования.
В настоящее время в состав академии входят 5 институтов (из них 4 — выпускающие) и 31 кафедра (из них 25 — выпускающие).
Институт является крупным образовательно-научным центром Поволжья, творческой лабораторией, концертным учреждением, с которым эффективно сотрудничают ведущие российские и зарубежные научные и творческие организации и учебные заведения.

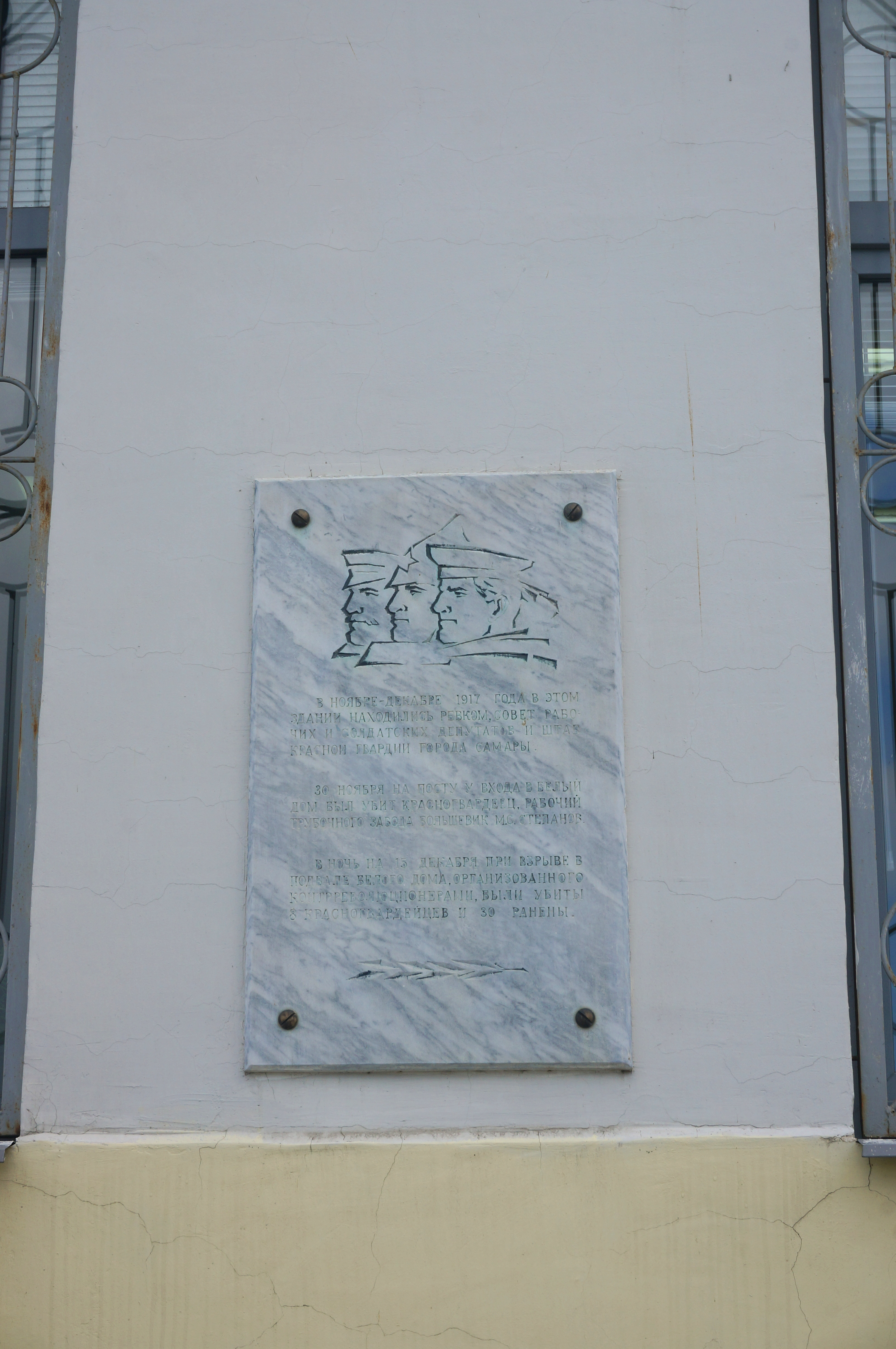
Памятная табличка на здании института культуры о том, что в 1917 года в здании при теракте погибли красноармейцы

Со дня основания вузом руководили ректоры: В. О. Морозов (1971—1975), И. М. Кузьмин (1975—1993). Институт расположен в бывшем здании Куйбышевского областного комитета Коммунистической партии Советского Союза. С 1993 года после избрания и по август 2009 года ректором академии была М. Г. Вохрышева, доктор педагогических наук, профессор, заслуженный работник культуры Российской Федерации, действительный член Международной академии информатизации, кавалер Ордена Почёта. На этом посту её сменила Э. А. Куруленко. 1 января 2020 года вуз временно возглавила Ольга Наумова, которая 24 мая 2021 года (то есть спустя ровно 500 дней) стала ректором СГИК.
С осени 2010 года начал работу музыкально-филармонический центр академии «Консерватория».

## Ректоры
- В. О. Морозов (1971—1975)
- Кузьмин, Иван Михайлович (1975—1993)
- Вохрышева, Маргарита Георгиевна (1993―2009)
- Куруленко, Эллеонора Александровна (2009―2020)
  - Наумова, Ольга Сергеевна (2020―2021, и. о.)
- Наумова, Ольга Сергеевна (с 2021 по н. в.)

## Структура
- Музыкально-исполнительский факультет (консерватория)
- Театральный факультет
- Факультет культурологии, социально-культурных и информационных технологий
- Факультет современного искусства и художественных коммуникаций
- Факультет дополнительного образования

## Известные преподаватели
См. категорию Преподаватели Самарской академии культуры и искусств
- Фефилов Николай Владимирович
- Хабаров Александр Михайлович
- Свитова Татьяна Викторовна
- Загадкин Сергей Николаевич
- Семёнов Виталий Тимофеевич
- Назаров Павел Анатольевич
- Дарвина Ольга Геннадьевна
- Дятлов Дмитрий Алексеевич
- Батишева Валентина Николаевна

## Известные выпускники
См. категорию Выпускники Самарской академии культуры и искусств